# Trirhithrum stecki
Trirhithrum stecki är en tvåvingeart som beskrevs av White 2003. Trirhithrum stecki ingår i släktet Trirhithrum och familjen borrflugor.
Artens utbredningsområde är Kamerun. Inga underarter finns listade i Catalogue of Life.